# (17637) Blaschke
(17637) Blaschke (1996 PA1) – planetoida z grupy pasa głównego asteroid okrążająca Słońce w ciągu 3,67 lat w średniej odległości 2,38 j.a. Odkryta 11 sierpnia 1996 roku.